# 수증기 분화

수증기 분화의 모식도.
1. 분연주 / 2. 마그마통로 / 3. 용암과 화산재의 퇴적층 / 4. 지층 / 5. 지하수층 / 6. 폭발 / 7. 마그마굄

수증기 분화(Phreatic eruption)는 화산이 분화하는 유형 중 하나다. 마그마가 지표수 또는 지하수를 가열시키면서 막대한 양의 수증기가 발생해 수증기 폭발을 일으킨다. 대표적인 폭발형 분화로, 화산재와 화산탄의 비율이 많은 데 비해 용암 분출은 적다.